# Səməd Vurğun

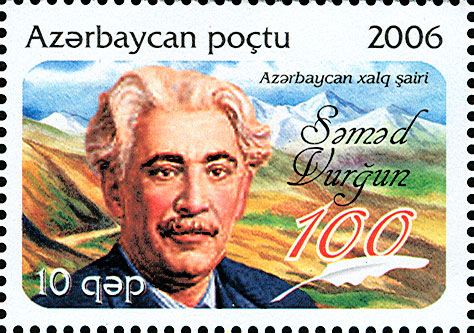
Səməd Vurğun auf einer aserbaidschanischen Briefmarke (2006)

Səməd Vurğun (auch Sämäd Vurğun, russisch Самед Вургун/Samed Wurgun, geboren als Səməd Vəkilov, russisch Самед Векилов/Samed Wekilow; * 21. März 1906 in Qazax; † 27. Mai 1956 in Baku) war ein berühmter aserbaidschanischer Dichter, Arbeiter der Künste der Aserbaidschanischen SSR und Mitglied der Nationalen Akademie der Wissenschaften Aserbaidschans. Für seine Dramen wurde Vurğun zweimal mit dem Staatspreis der UdSSR ausgezeichnet; 1941 für Vaqif (1937) und 1942 für Fərhad və Şirin (1941).
Sein erstes Gedicht veröffentlichte Vurğun 1924. Das Staatliche Aserbaidschanische Theater des russischen Dramas und Straßen in Baku und Moskau sind nach Vurğun benannt. Außerdem war die armenische Stadt Howk zeitweise nach ihm benannt.